# 요리몬
《요리몬》은 《격투 요리 전설 비스트로 레시피》에 등장하는 등장인물으로, 원판 이름은 푸돈.

## 목록
- 푸카룡

탄생요리: 볶음밥
얼굴은 볶음밥이지만 신체는 사람형태의 이소룡과 연상시키는 요리몬이다. 문어와 오징어를 무서워한다. 트로피칸. 만드레건이 깨어나면 푸카칸으로 진화를 한다. 숟가락을 무기로 활용하지만 주먹지르기와 발차기로 적을 공격한다.
- 슈마룡

탄생요리: 슈마이
얼굴은 슈마이지만 신체는 사람형태의 이소룡과 연상시키는 요리몬이다. 만드레건 합체의 대상이다.
주먹지르기와 발차기로 적을 공격한다.
- 에그퐁

탄생요리: 오믈렛
노란 몸의 줄무늬 형태로 이루어진 애벌렛과의 요리몬이다. 빠른 스피드와 불을 뿜는다.
- 까망까망

탄생요리: 숯덩어리
7마리로 이루어져있으며 한 몸으로 뭉칠 수 있다. 남들을 도와주는 것을 좋아한다. 불과 열에 강하다.
- 장고롤

탄생요리: 양배추롤
얼굴은 양배추롤이지만 신체는 사람형태의 카우보이를 연상시키는 요리몬이다. 밧줄로 적을 공격하거나 사람과 요리몬을 구할 수 있다.
- 스파게이터

탄생요리: 미트스파게티
얼굴은 스파게티지만 사람을 연상시키는 요리몬이다. 포크를 들고다닌다. 면발을 조종해 적을 공격한다.
- 돈게발세발

탄생요리: 게살그라탕
다른 게와 달리 앞으로 나아간다. 몸통에 대포를 가지고있다. 대포발사를 한다.
- 도너팅

탄생요리: 도넛츠
생쥣과의 요리몬, 입김을 뿜어 적을 잠들게 한다.
- 샌드마녀

탄생요리: 샌드위치
샌드위치와 같은 복장을 입은 마녀형태의 요리몬, 자신의 애교를 통해 요리몬이 공격을 못하게 한다. 손톱으로 적을 공격한다.
- 크래통

탄생요리: 게살크로켓
3단으로 이루어져 있으며 중앙에 공격받으면 신체가 무너져 제대로 일어설수는 없지만 신체를 분해 해 적을 압박한다.
- 마파룡

탄생요리: 마파두부
얼굴은 두부지만 신체는 사람형태의 이소룡과 연상시키는 요리몬이다. 불을 뿜고 주먹지르기와 발차기로 적을 공격한다.
- 스모키건맨

탄생요리: 소시지구이
신체는 소시지지만 카우보이를 연상시키는 요리몬이다. 권총으로 적을 공격한다.
- 새우무사

탄생요리: 새우만두
얼굴은 새우만두지만 신체는 사람형태의 요리몬이다. 만드레건 합체의 대상이다. 장풍으로 적을 공격하거나 적의 공격을 막는다.
- 만두룡

탄생요리: 왕만두
만드레건 합체의 대상이자 얼굴은 왕만두지만 용의 신체를 가지고있는 요리몬이다. 만두룡 파랑. 만두룡 빨강. 만두룡 노랑.처럼 색과 다른 만두룡이 합체하면 킹만두룡으로 합체한다. 입에 화염을 뿜는다.
- 푸디딩

탄생요리: 푸딩
- 탱구 볼

탄생요리: 미트볼
- 필라퐁

탄생요리: 필라프
- 카레망토

탄생요리: 매운카레
머리위에 카레가 있고 빨간색 망토를 다룬 요리몬, 숟가락을 무기로 활용한다.
- 코코카

탄생요리: 코코넛카레
- 인도카

탄생요리: 인도커리
- 주먹스키

탄생요리: 주먹밥
삼각형 신체의 머리카락을 가진 요리몬, 깡패행각을 한다. 박치기와 머리카락을 총알처럼 발사한다.
- 성게철인

탄생요리: 성게초밥
사람형태를 가진 요리몬, 깡패행각을 한다. 자기머리에 있는 강철가시를 총알처럼 발사한다.
- 만토랑

탄생요리: 소고기만두
얼굴은 소고기만두지만 신체는 사람형태의 이소룡과 연상시키는 요리몬, 쌍절곤과 주먹지르기와 발차기로 적을 공격한다.
- 카우돈

탄생요리: 소고기덮밥
입에는 소고기 덮밥이지만 신체는 공룡과 연상시키는 요리몬
- 콘소메탈

탄생요리: 콘소메 수프
- 탱커만

탄생요리: 볶음국수
탱크를 연상시키는 요리몬 소용돌이로 사람을 빠트리려 한다.
- 쿠쿠마

탄생요리: 애플파이
악엇과의 요리몬, 강가에서 살고 있으며 누군가가 그 강 근처에 침입하면 파도를 일으켜 쫓아낸다.
- 그린베레

탄생요리: 그린카레
녹색 복장을 입어 군인을 연상시키는 요리몬 총에 카레를 쏘아 사람에게 먹여 매운맛을 느끼게 한다.
- 피자팡

탄생요리: 피자토스트
공주를 복수하기 위해 피자의 원혼이되버린 요리몬 앙드레의 저택을 지키려는 책임감이 강하며 누군가가 그 저택에 들어오면 유령행각으로 쫓아낸다. 귀신의 힘을 가지고 있다.
- 피자롱

탄생요리: 피자
공주를 복수하기 위해 피자의 원혼이되버린 요리몬 앙드레의 저택을 지키려는 책임감이 강하며 누군가가 그 저택에 들어오면 유령행각으로 쫓아낸다. 귀신의 힘을 가지고있다. 칼을 활용한다.
- 까메바

탄생요리: 불명
- 슈림풍

탄생요리: 새우튀김
키가 작은 만큼 빠른 스피드를 지닌 요리몬, 주먹지르기와 발차기로 적을 공격하고 미역으로 요리몬을 묶을 수 있다.
- 피코링

탄생요리: 계란말이
새를 연상시키는 요리몬, 당근을 좋아한다. 날개로 바람을 일으킨다.
- 슈크리라

탄생요리: 슈크림빵
순수한 성격에 주인을 따르는 마음씨가 착한 요리몬
- 메시코시

탄생요리: 불명
- 샤카칸

탄생요리: 불명
- 치키동키

탄생요리: 치킨카레
한번 빠지면 빠져나오기 힘들 정도로 끈끈한 카레를 가진 요리몬
- 비밤할머니

탄생요리: 비빔밥
평범한 할머니지만 머리위에 비빔밥이 담겨진 그릇을 들고 다닌다. 하오지를 사랑한다. 누구의 목소리를 그대로 따라한다.
- 샤샤

탄생요리: 샤브샤브
비빔할머니의 손녀
- 꼬꼬티라노

탄생요리: 닭고기 덮밥
한 몸의 두 얼굴을 가지고있는 공룡과의 요리몬, 가족을 사랑한다.
- 반다린

탄생요리: 들깨경단
머리는 들깨경단이지만 반달곰과 연상시키는 요리몬
- 바니봉

탄생요리: 바닐라아이스크림
콘을 모자로 쓰고다니고 보행은 꼬리를 이용한다.
- 티티봉

탄생요리: 녹차아이스크림
콘을 모자로 쓰고다니고 보행은 꼬리를 이용한다.
- 타코사

탄생요리: 타코
카우보이를 연상시키는 요리몬, 노랑피망 마을 사람들에게 복수를 하기 위해 침입을한다. 기타연주가 뛰어나고 이탈리아어랑 스페인어를 쓰기도 한다.
- 포테이시

탄생요리: 감자튀김
카우보이를 연상시키는 요리몬, 타코사와 마찬가지로 복수를 하기 위해 침입을한다. 감자튀김을 총알처럼 발사한다.
- 불독

탄생요리: 핫도그
핫도그와 같은 신체를 가진 갯과의 요리몬, 불을 뿜는다.
- 더퍼루스

탄생요리: 장어덮밥
공룡과 장어랑 합친 요리몬, 꼬리로 바람을 일으킨다.
- 라이포그

탄생요리: 불명
사자얼굴. 하마얼굴, 돼지얼굴로 이루어진 요리몬, 방망이로 적을 공격한다.
- 쾌걸밥

탄생요리: 가마솥
파란 망토로 신체를 숨기고 다닌다. 주걱을 무기처럼 이용하고 가마솥밥을 화약으로 발사한다.
- 풀빵구리

탄생요리: 문어빵
- 오징거

탄생요리: 오징어순대
- 꿀코롱

탄생요리: 통돼지구이
여러마리로 이루어진 요리몬, 한 몸으로 합체하면 대왕꿀코롱이 된다.
- 레드 버거맨. 블루 버거맨. 그린 버거맨. 핑크 버거맨. 옐로 버거맨

탄생요리: 햄버거
본래는 영웅이였지만 어둠의 요리사의 마법때문에 어둠의 요리군단이 된 요리몬 누군가가 돈 쿡에게 항의 할 경우 뿅망치로 복수를 한다.
- 블랙 버거맨

탄생요리: 햄버거
다른 버거맨과 달리 바깥에 있는 빵이 샌드위치 모양으로 이루어진 버거맨, 오토바이를 타고다닌다.
- 그라탱크

탄생요리: 그라탕
탱크를 연상시키는 요리몬, 대포에 화염을 뿜고 줄을 채찍처럼 다룬다.
- 징기스칸

탄생요리: 징기스칸(양고기)
검사를 연상시키는 요리몬, 양 흉내를 내는 입버릇이 있다. 검술이 뛰어나고 누구든 변신을 할 수 있다.
- 메가돈

탄생요리: 돈까스
비빔할머니와 함께 다녔던 요리몬이였지만 어둠의 요리사때문에 난폭해졌다. 가시가 있는 쇠공을 이용해 적을 공격한다. 기름을 좋아한다.
- 푸카전차

탄생요리: 볶음국수
볶음국수를 품은 로봇요리몬, 미사일을 연속발사해 적을 공격하고 팔을 늘려 사람을 납치한다. 그의 한 쌍인 요리몬 볶파리가 있다.
- 볶파리

탄생요리: 팔보채국수
해파리를 연상시키는 로봇요리몬, 곤경에 처한 푸카전차를 도와주기 위해 푸카전차가 공격 할 목표물을 조준하고 레이저 광선을 쏜다
- 라망카

탄생요리: 라면
기계도시에 살고있는 로봇요리몬, 어둠의 요리군단에 들어간 미트카와 사천탕카를 구하기 위해 젠과 함께 따라간다.
- 미트카

탄생요리: 미트스파게티
원래는 라망카와 같이 일했던 동료였는데 어둠의 요리군단에 들어가면 행복해진다는 이유로 어둠의 요리군단에 들어가게 된다.
- 사천탕카

탄생요리: 탄탄멘
미트카와 마찬가지로 라망카와 같이 일했던 동료였는데 어둠의 요리군단에 들어가게 된 이유는 미트카와 같다.
- 치키치키

탄생요리: 닭다리 튀김
- 보싸메무초

탄생요리: 보쌈김치
- 코로롱

탄생요리: 크로켓
- 딜리셔스

탄생요리: 거위 간. 송로버섯. 캐비아
- 새우마린

탄생요리: 불명
- 스테이칸

탄생요리: 스테이크
소머리에 목에 철판을 다룬 요리몬, 말끝에 ~칸 을 내는 입버릇이 있다. 목을 다룬 철판으로 적의 공격을 반사시키고 뿔에 광선을 쏜다.
- 스테이킹

탄생요리: 스테이크
소머리에 목에 철판을 다룬 요리몬, 한쪽 눈에 안대를 썼다. 징을 다룬 팔찌를 부메랑처럼 활용하고 칼로 적을 공격한다.
- 새우그라

탄생요리: 불명
- 호호킹

탄생요리: 핫케이크
자신이 갖고있는 포크를 폭탄으로 이용해 적을 공격한다.
- 짹짹몬

탄생요리: 불명
- 와플킹

탄생요리: 와플
- 페스카토

탄생요리: 불명
- 데블오뜨

탄생요리: 불명
- 보트킹

탄생요리: 불명

### 전설의 요리몬
- 트로피칸

요리신의 힘을 받고 깨어난 전설의 요리몬, 하지만 무지개고추의 힘때문에 목숨을 잃었다. 입에서 강한 초음파 공격을 하고 과일을 로켓으로 이용해 적을 공격한다.
- 만드레건

슈마룡. 만두룡. 새우무사. 까망까망의 합체로 깨어난 전설의 요리몬, 입에 강한 화염을 뿜는다.
- 데블 파이터

검은 은하수의 힘으로 깨어난 어둠의 요리몬, 손에 있는 블랙홀로 적의 공격을 흡수하고 어둠의 광선으로 적을 공격한다. 푸른 화염을 뿜는다.
- 엔젤 파이터

요리의 신의 힘을 받고 깨어난 전설의 요리몬, 붉은 화염을 뿜는다.